# 桥市乡 (江华县)
桥市乡，是中华人民共和国湖南省永州市江华瑶族自治县下辖的一个乡镇级行政单位。

## 行政区划
桥市乡下辖以下地区：
桥市村、镇忠营村、猴山村、上木源村、塘湾村、塘贝村、源头井村、罗田村、塘家源村、野猪桥村、庙湾村、大鱼塘村、南冲村、北冲村、深塘尾村、石龙村、桥市居民组村和新石岩村。